# George Minne
Georges Minne (Gand, 30 agosto 1866 – Sint-Martens-Latem, 18 febbraio 1941) è stato uno scultore, disegnatore e illustratore belga.

## Biografia
Minne nacque a Gand, dove ricevette la sua prima formazione artistica presso l'Accademia Reale di Belle Arti. Negli anni Novanta dell'Ottocento si trasferì a Bruxelles, dove completò i suoi studi in disegno, pittura e scultura nella Académie Royale des Beaux-Arts dal 1895 al 1899, e nel 1891 fu eletto membro del gruppo di artisti Les XX.
Fece illustrazioni per libri, espose con il gruppo Les XX a Bruxelles e con i simbolisti a Parigi, Berlino, e Venezia. 
Dal 1898 entrò nella comunità di artisti del villaggio di Laethem-Saint-Martin, presso Grand, dove trascorse la sua vita, ad accezione della partenza verso il Galles allo scoppiare della prima guerra mondiale. Le sue opere assunsero connotazioni espressionistiche dal carattere mistico.
Per i suoi successi il 25 aprile 1931 è stato insignito del titolo di barone.

## Opere
Minne si rese noto al pubblico per le sue raffigurazioni idealizzate di conflitti spirituali dell'interiore umano. Minne attinge il suo stile ai suoi più famosi colleghi contemporanei: Gustav Klimt e Egon Schiele, padri dell'Art Nouveau.
Le sue opere più famose sono la serie di sculture "Gioventù in ginocchio", tra le quali possiamo ricordare La Fontana degli inginocchiati, una fontana in bronzo fuso che realizzò per sua città natale, tuttavia, gli originali in marmo sono al Museum Folkwang di Essen, come altre sculture più piccole custodite in alcuni musei, tra queste si ricorda: Giovani in ginocchio (Neue Galerie di New York).
Citando le opere famose realizzate da Minne non possiamo dimenticare la scultura presente nell'altare del Sacro Cuore presso la Basilica di Koekelberg. Per la medesima basilica Minne ha realizzato altre numerose sculture poste all'esterno.

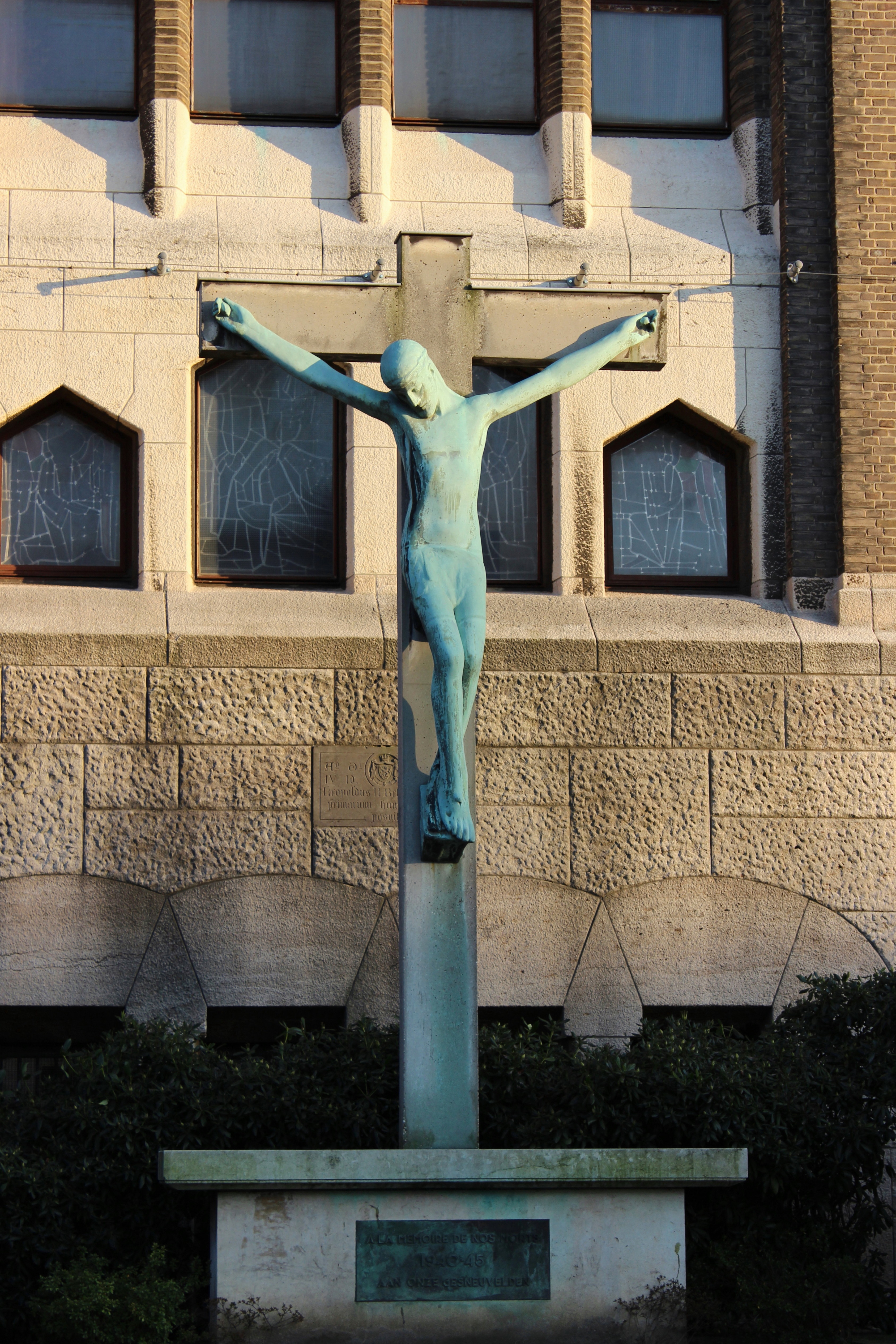
Crocifisso, bronzo, Basilica del Sacro Cuore, Koekeberg, Bruxelles
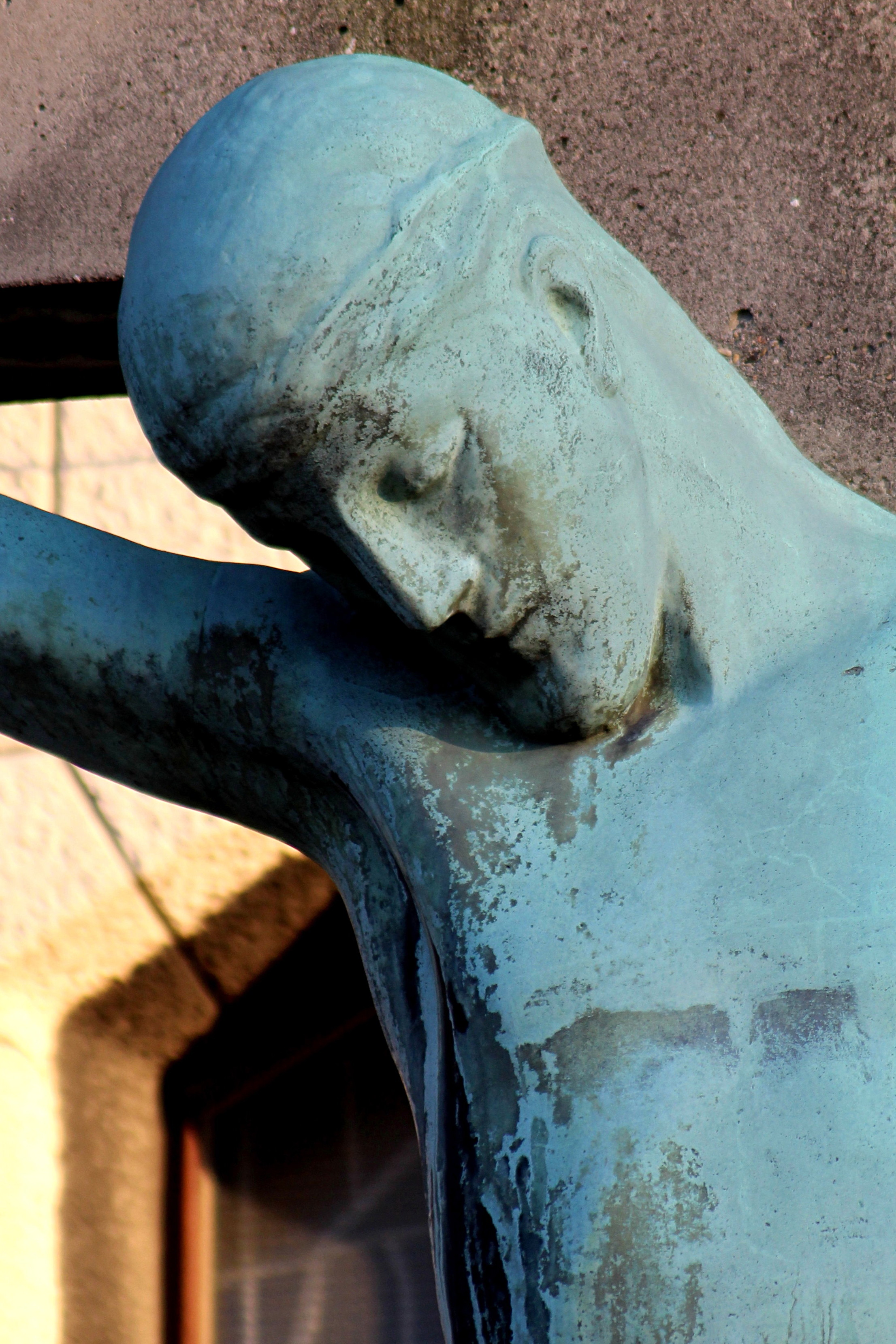
Crocifisso, dettaglio, bronzo, Basilica del Sacro Cuore, Koekeberg, Bruxelles
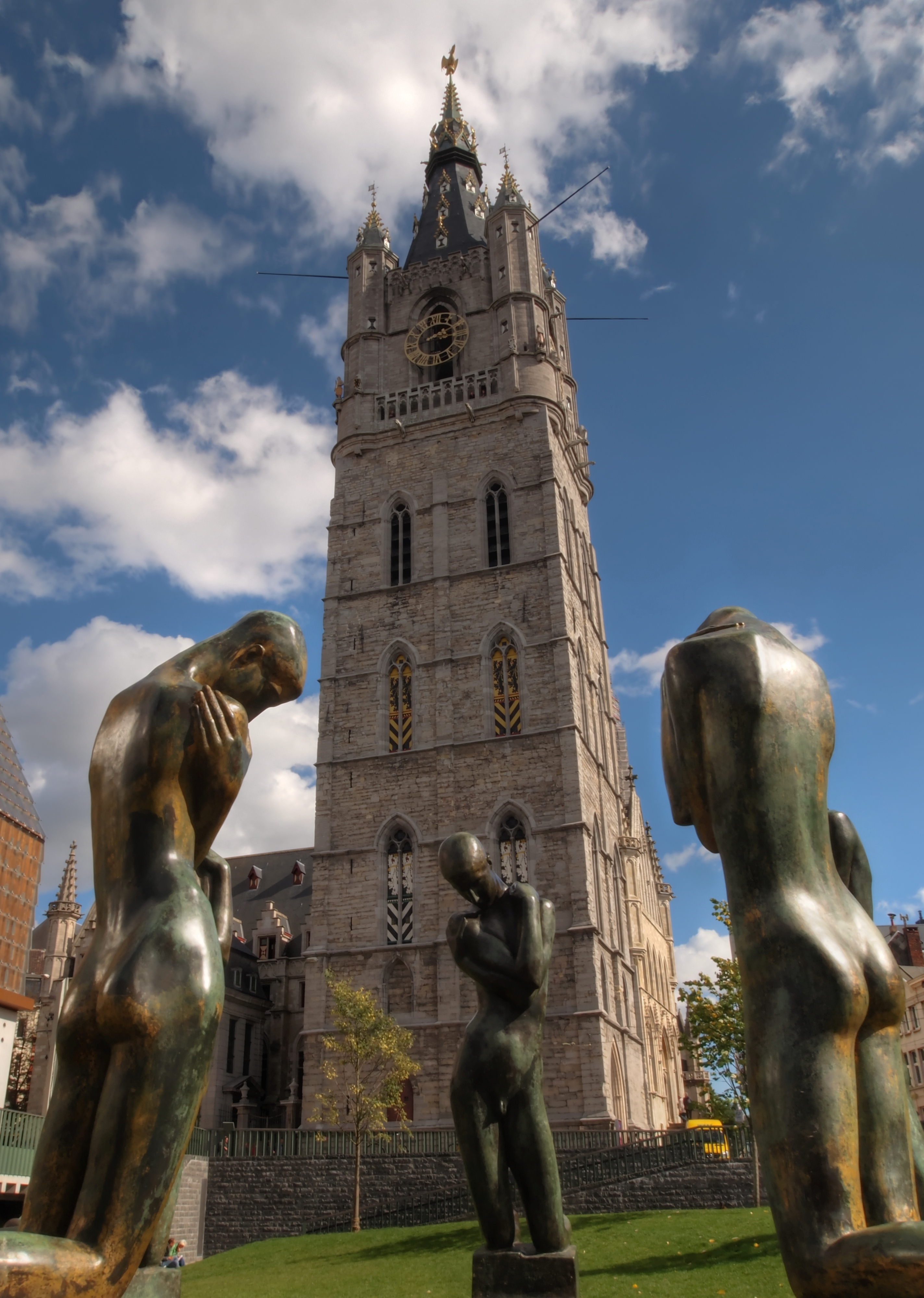
Fontana degli inginocchiati, bronzo, Gent
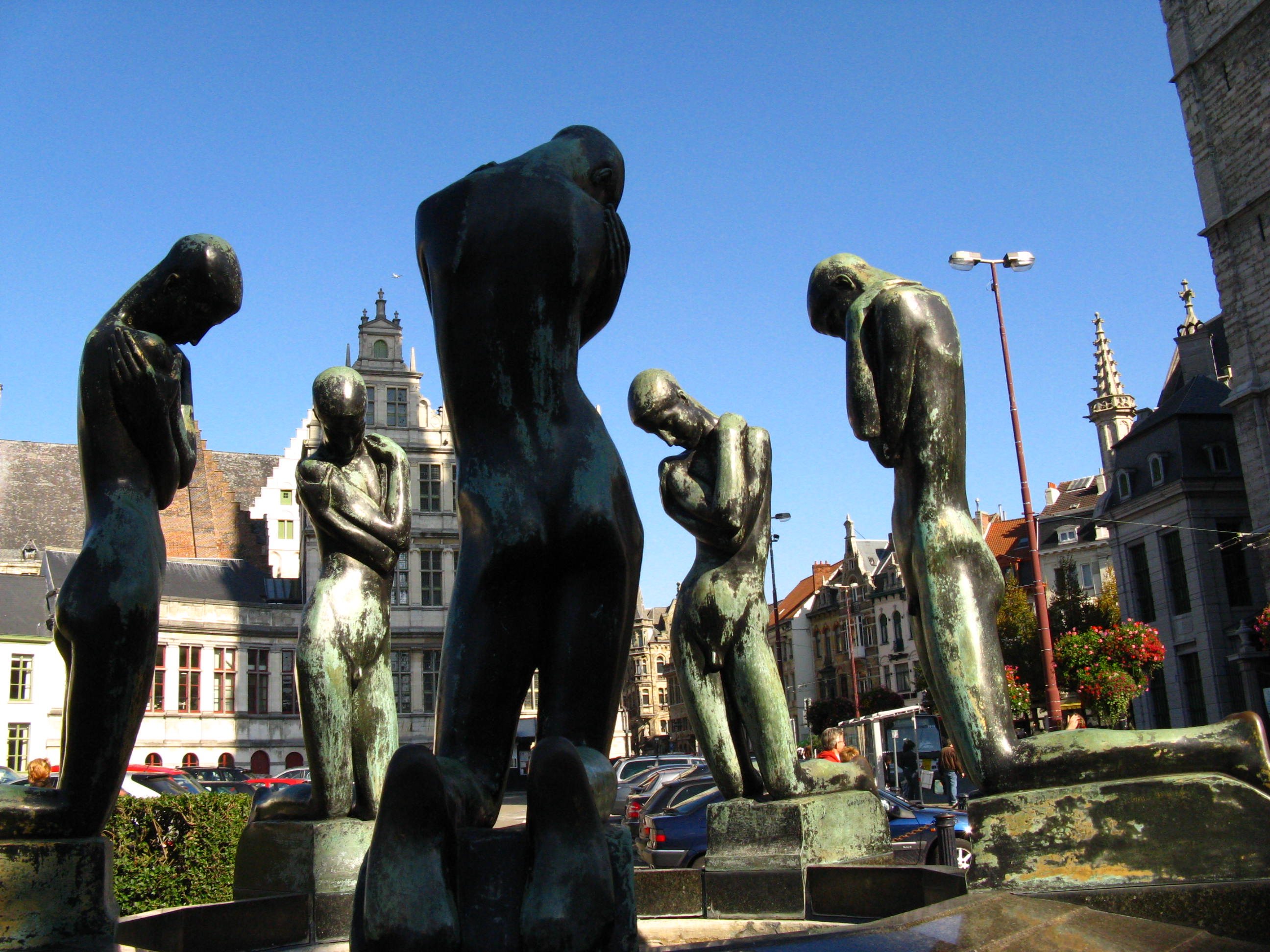
Fontana degli inginocchiati, bronzo, Gent
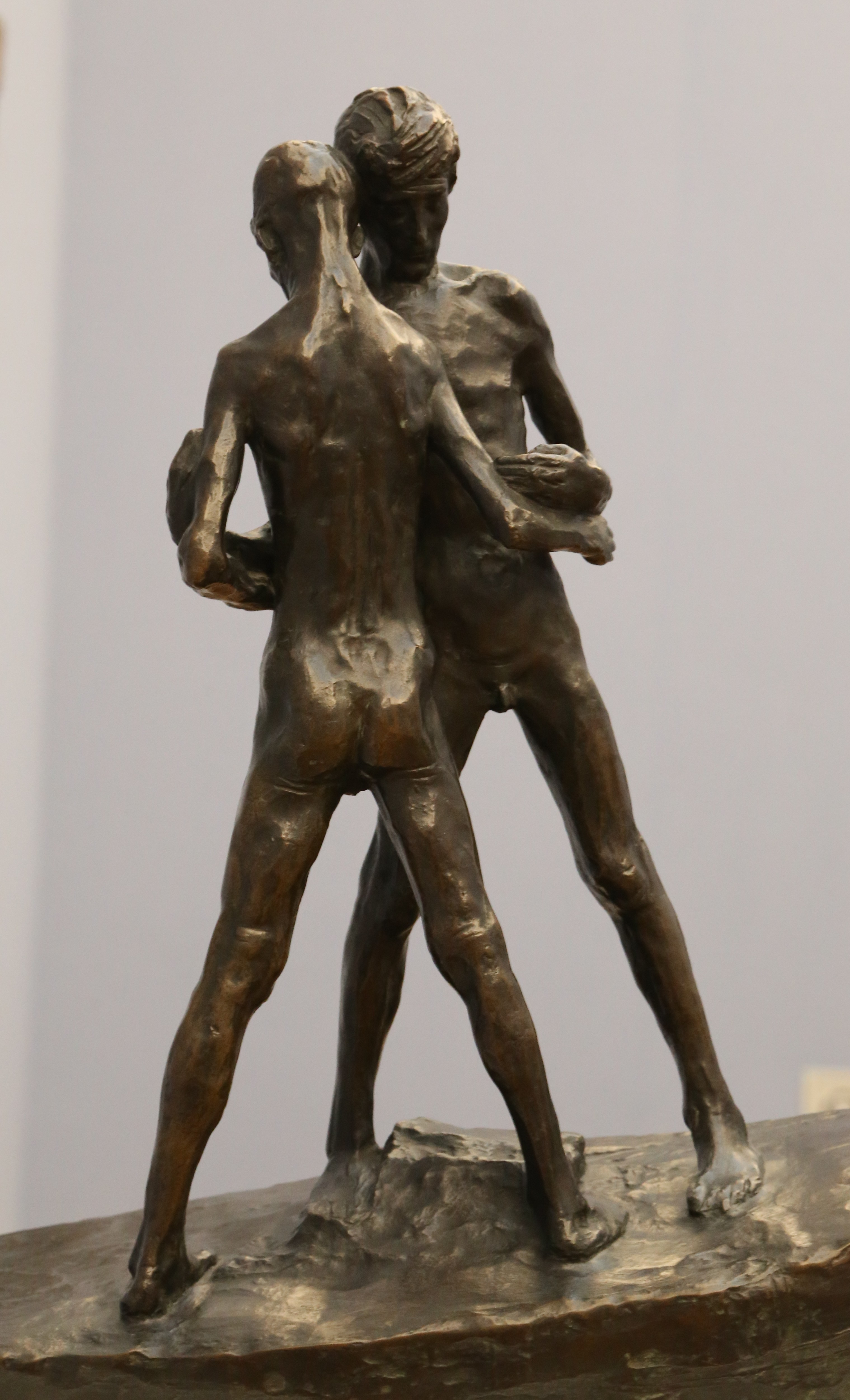
Due fanciulli in una barca, 1898, bronzo, Neue Pinakothek, Monaco di Baviera
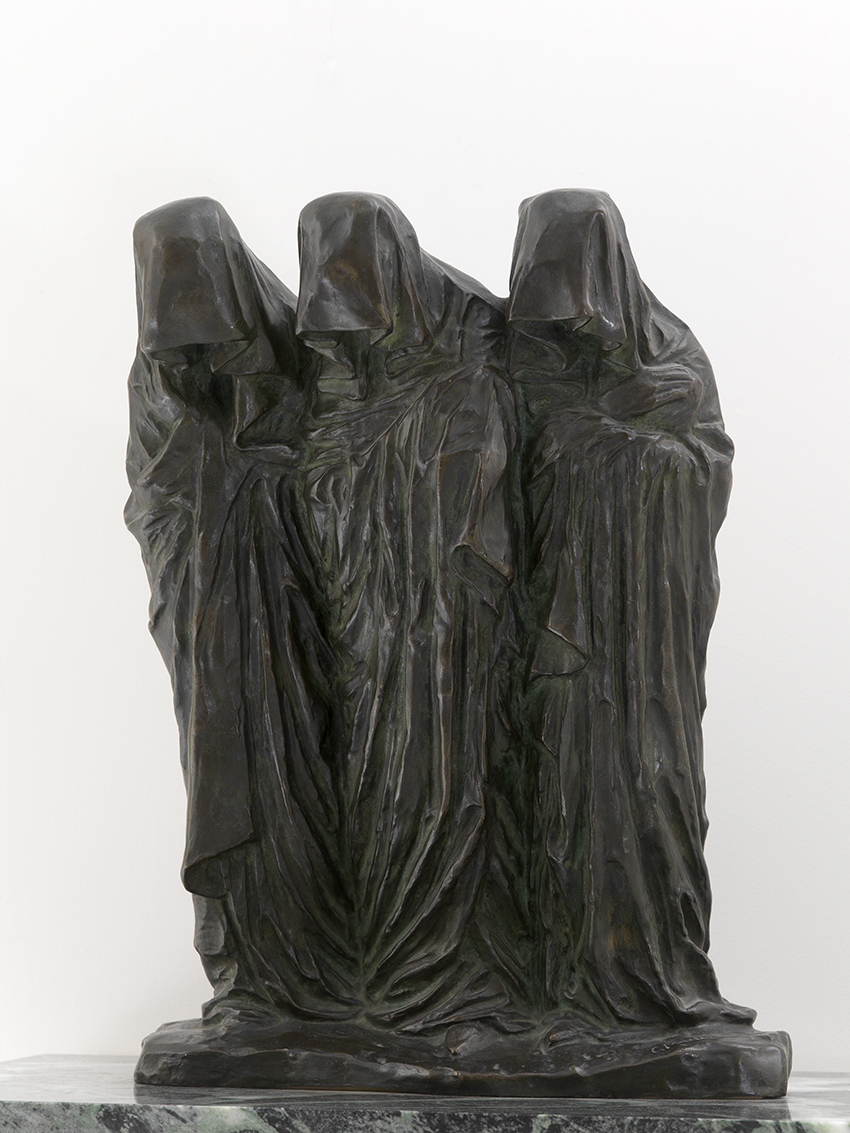
Le Pie Donne al Sepolcro, 1896, bronzo, Groeningemuseum, Bruges
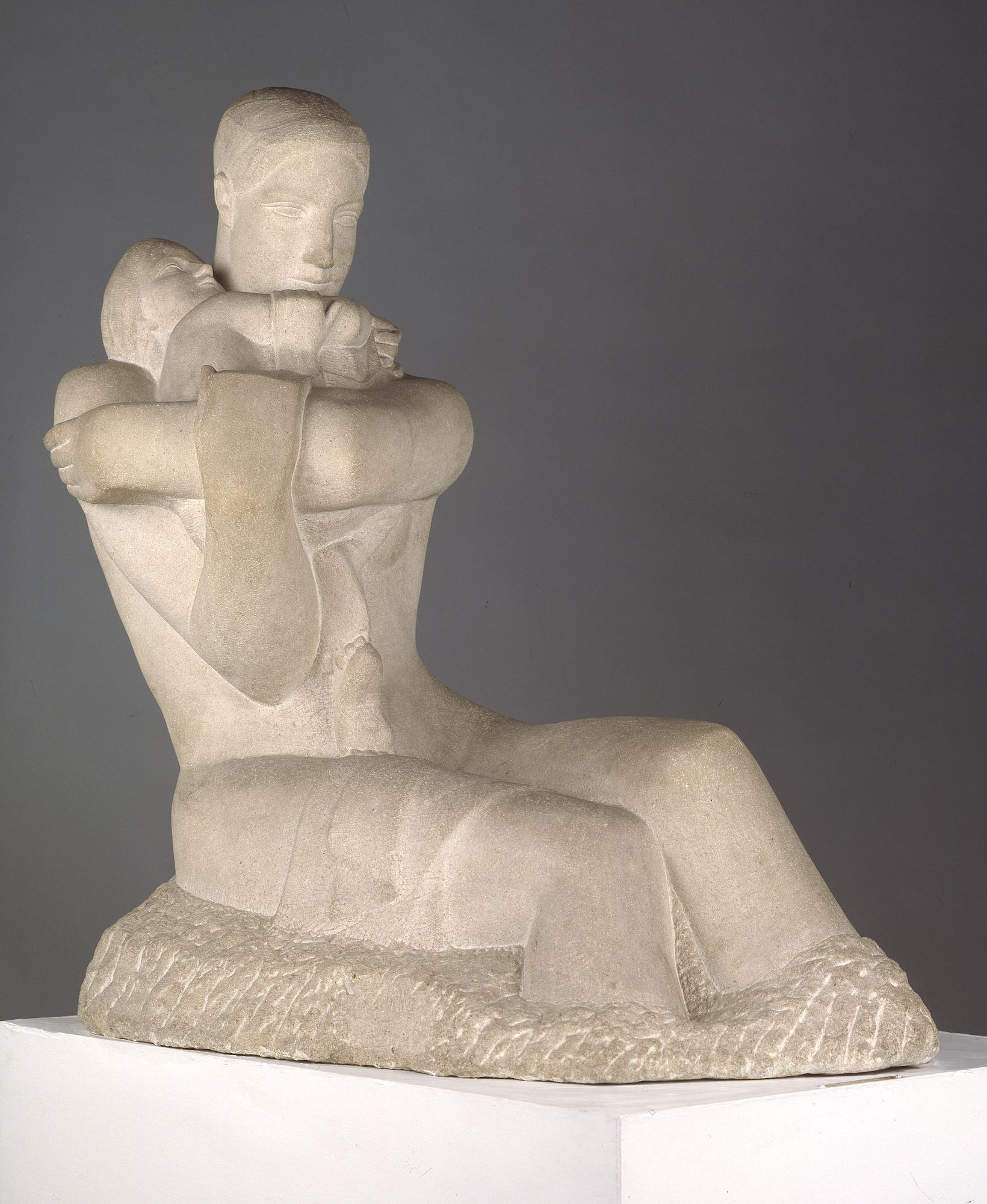
Madre e figlio - George Minne - Museo di Deinze e della regione di Leie